# Red Bull Air Race 2014
Die Red Bull Air Race 2014 Weltmeisterschaft war die 9. Saison einer von der Red Bull Air Race GmbH organisierten Serie von Luftrennen und die erste nach einer 3-jährigen Auszeit seit 2010. In der Rennsaison 2014 wurden acht Rennen durchgeführt. Die Stationen waren Abu Dhabi (Vereinigte Arabische Emirate), Rovinj (Kroatien), Putrajaya (Malaysia), Gdynia (Polen), Ascot (Großbritannien), Fort Worth (USA), Las Vegas (USA) und Spielberg (Österreich).
Mit acht Rennen in sieben Ländern und drei Kontinenten garantierte auch die Saison 2014 Drama und Spektakel pur. Am Ende holte erstmals Nigel Lamb ( Vereinigtes Königreich) den Titel. Mit 62 Punkten siegte er vor Hannes Arch ( Österreich) mit 53 und Paul Bonhomme ( Vereinigtes Königreich) mit 51 Punkten.

## Neuerungen
In diesem Jahr wurden viele Verbesserungen hinsichtlich Technik und Sicherheit vorgenommen. Dazu gehören standardisierte Motoren und Propeller für alle Piloten sowie die Änderung von Material und Höhe der Pylone. Auch der Modus und die Regeln wurden an die neue Weltmeisterschaft angepasst.
Eine weitere Ergänzung in der Saison 2014 war der Challenger Cup, der seitdem ein spannendes und neues Element in die Red Bull Air Race Weltmeisterschaft bringt. Der Challenger Cup soll junge Piloten auf die Master Class vorbereiten. Die Challenger-Cup-Rennen finden am Ort der Hauptveranstaltung statt und sind damit Teil des Rennwochenendes. Sie geben neuen Piloten die Chance, wichtige Erfahrungen zu sammeln und sich auf eventuelle zukünftige Duelle gegen die Master-Class-Piloten vorzubereiten.

## Air Race Piloten 2014

### Master Class

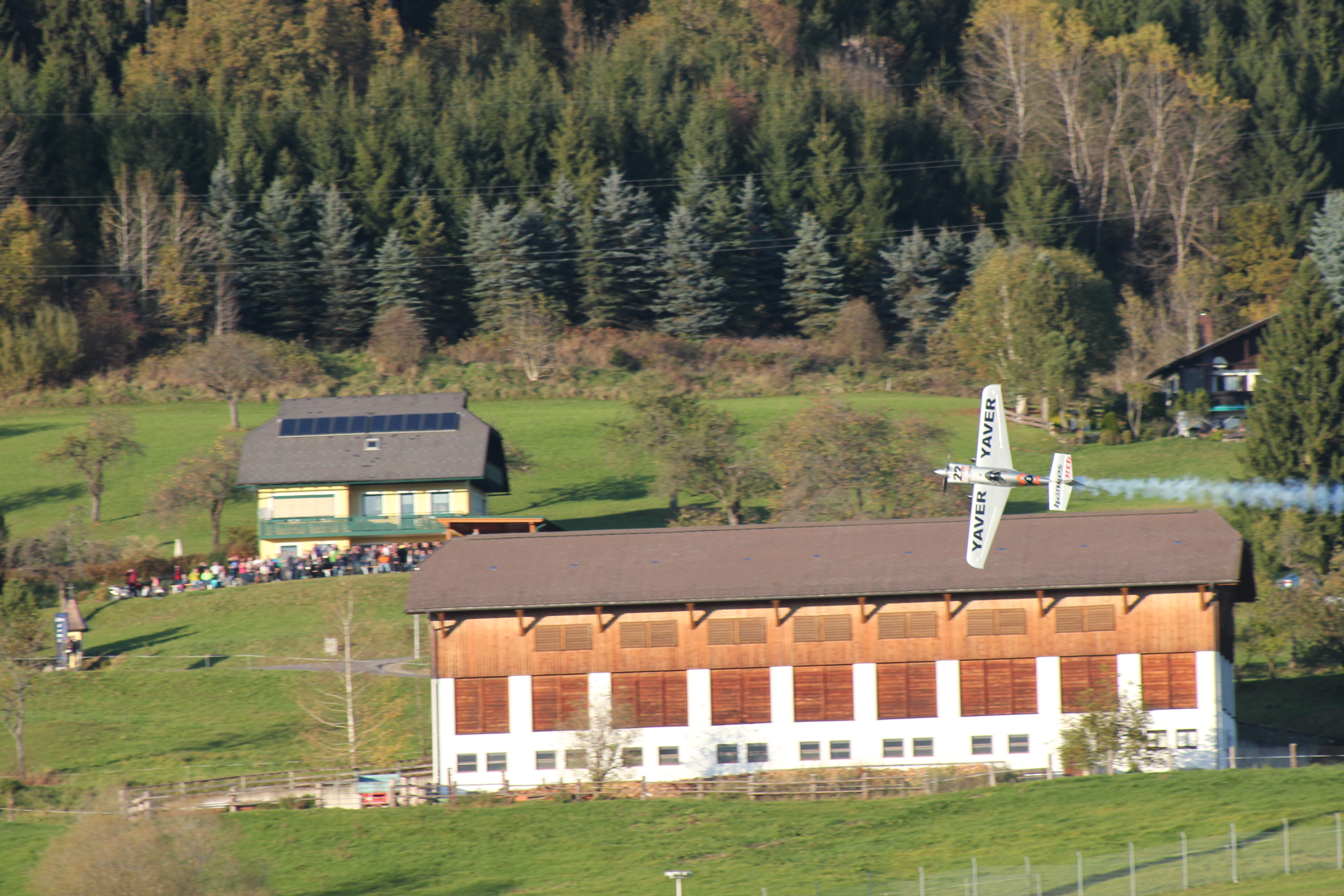
Hannes Arch während seines Fluges in Spielberg

| Nr. | Pilot             | Herkunft               | Flugzeug         |
| --- | ----------------- | ---------------------- | ---------------- |
| 08  | Martin Šonka      | Tschechien             | Zivko Edge 540   |
| 09  | Nigel Lamb        | Vereinigtes Königreich | MXS-R            |
| 10  | Kirby Chambliss   | Vereinigte Staaten     | Zivko Edge 540   |
| 21  | Matthias Dolderer | Deutschland            | Zivko Edge 540   |
| 22  | Hannes Arch       | Österreich             | Zivko Edge 540   |
| 27  | Nicolas Ivanoff   | Frankreich             | Zivko Edge 540   |
| 31  | Yoshihide Muroya  | Japan                  | Zivko Edge 540   |
| 55  | Paul Bonhomme     | Vereinigtes Königreich | Zivko Edge 540   |
| 84  | Pete McLeod       | Kanada                 | Zivko Edge 540   |
| 91  | Péter Besenyei    | Ungarn                 | Corvus Racer 540 |
| 95  | Matt Hall         | Australien             | MXS-R            |
| 99  | Michael Goulian   | Vereinigte Staaten     | Zivko Edge 540   |

#### Pilotenwechsel
- Die bisherigen Piloten aus der vorangegangenen Saison 2010 Adilson Kindlemann ( Brasilien), der nur an einem Rennen in Abu Dhabi 2010 teilnahm und Sergey Rakhmanin ( Russland) traten in neuen Saison der Master Class nicht mehr an.
- Der bisherige Pilot Alejandro Maclean ( Spanien) verstarb 2010 bei einem Unglück in Casarrubios (Spanien), als sein Flugzeug während eines Kunstflugtrainings abstürzte.[5][6]

### Challenger Class
- Die „Standard“-Maschine aller Challenger Cup Piloten war die Extra 330LX.

| Nr. | Pilot            | Herkunft               |
| --- | ---------------- | ---------------------- |
| 05  | Cristian Bolton  | Chile                  |
| 06  | Luke Czepiela    | Polen                  |
| 07  | Tom Bennet       | Vereinigtes Königreich |
| 11  | Mikaël Brageot   | Frankreich             |
| 17  | Daniel Ryfa      | Schweden               |
| 18  | Petr Kopfstein   | Tschechien             |
| 23  | Claudius Spiegel | Deutschland            |
| 25  | Peter Podlunšek  | Slowenien              |
| 26  | Juan Velarde     | Spanien                |
| 35  | François Le Vot  | Frankreich             |
| 88  | Halim Othman     | Malaysia               |

#### Pilotenwechsel
- Die drei Piloten Cristian Bolton ( Chile), Lukasz 'Luke' Czepiela ( Polen) und Halim Othman ( Malaysia) traten als Nachzügler am 5. April 2014 offiziell in die Challenger-Klasse ein, nachdem sie das strenge Training und die Tests im Red Bull Air Race Qualification Camp in Murska Sobota (Slowenien) bestanden hatten.

## Rennkalender
| Nr. | Datum        | Rennen            | Quali-Sieger  | Sieger          | Zweiter       | Dritter           | Gesamtführender | Sieger Challenger |
| --- | ------------ | ----------------- | ------------- | --------------- | ------------- | ----------------- | --------------- | ----------------- |
| 01  | 1. März      | Abu Dhabi         | Pete McLeod   | Paul Bonhomme   | Hannes Arch   | Pete McLeod       | Paul Bonhomme   | François Le Vot   |
| 02  | 13. April    | Rovinj            | Hannes Arch   | Hannes Arch     | Paul Bonhomme | Yoshihide Muroya  | Hannes Arch     | François Le Vot   |
| 03  | 18. Mai      | Putrajaya         | Hannes Arch   | Nigel Lamb      | Hannes Arch   | Matt Hall         | Hannes Arch     | François Le Vot   |
| 04  | 27. Juli     | Gdynia            | Paul Bonhomme | Hannes Arch     | Nigel Lamb    | Matt Hall         | Hannes Arch     | Claudius Spiegel  |
| 05  | 17. August   | Ascot             | Pete McLeod   | Paul Bonhomme   | Nigel Lamb    | Nicolas Ivanoff   | Hannes Arch     | Halim Othman      |
| 06  | 7. September | Dallas Fort Worth | Pete McLeod   | Nicolas Ivanoff | Nigel Lamb    | Pete McLeod       | Nigel Lamb      | Mikaël Brageot    |
| 07  | 12. Oktober  | Las Vegas         | Pete McLeod   | Pete McLeod     | Nigel Lamb    | Matthias Dolderer | Nigel Lamb      | Halim Othman      |
| 08  | 26. Oktober  | Spielberg         | Hannes Arch   | Nicolas Ivanoff | Nigel Lamb    | Martin Šonka      | Nigel Lamb      | Petr Kopfstein    |

## Meisterschaft

### Master Class
| Pos. | Pilot             | Abu Dhabi | Rovinj | Putrajaya | Gdynia | Ascot | Fort Worth | Las Vegas | Spielberg | Punkte |
| ---- | ----------------- | --------- | ------ | --------- | ------ | ----- | ---------- | --------- | --------- | ------ |
| 1    | Nigel Lamb        | 5         | 8      | 1         | 2      | 2     | 2          | 2         | 2         | 62     |
| 2    | Hannes Arch       | 2         | 1      | 2         | 1      | 8     | 8          | 5         | 4         | 53     |
| 3    | Paul Bonhomme     | 1         | 2      | 5         | 5      | 1     | 5          | 7         | 5         | 51     |
| 4    | Nicolas Ivanoff   | 8         | 5      | 11        | 6      | 3     | 1          | 6         | 1         | 42     |
| 5    | Pete McLeod       | 3         | 4      | 4         | 8      | 11    | 3          | 1         | 8         | 38     |
| 6    | Matt Hall         | 4         | 7      | 3         | 3      | 5     | 6          | 4         | 10        | 33     |
| 7    | Matthias Dolderer | 6         | 9      | 8         | 11     | 4     | 4          | 3         | 11        | 21     |
| 8    | Martin Šonka      | 7         | 6      | 6         | 10     | 9     | 7          | 8         | 3         | 18     |
| 9    | Yoshihide Muroya  | 9         | 3      | 10        | 12     | 6     | 9          | 9         | 9         | 10     |
| 10   | Kirby Chambliss   | 11        | 10     | 9         | 4      | 10    | 10         | 11        | 7         | 7      |
| 11   | Péter Besenyei    | 10        | 11     | 7         | 7      | 7     | 12         | 12        | 12        | 6      |
| 12   | Michael Goulian   | DNS       | 12     | 12        | 9      | 12    | 11         | 10        | 6         | 3      |

(Legende: DNP = Nicht teilgenommen; DNS = Nicht gestartet; DSQ = Disqualifiziert; CAN = Abgesagt)
Punktesystem
| Platzierung | 1    | 2      | 3      | 4    | 5    | 6    | 7    | 8    | 9    | 10   | 11   | 12   |
| Punkte      | 12   | 9      | 7      | 5    | 4    | 3    | 2    | 1    | 0    | 0    | 0    | 0    |
| Farbe       | Gold | Silber | Bronze | Grün | Grün | Grün | Grün | Grün | Blau | Blau | Blau | Blau |

### Challenger Class
| Pos. | Pilot            | Abu Dhabi | Rovinj | Putrajaya | Gdynia | Ascot | Fort Worth | Las Vegas | Punkte gestrichen | Punkte |
| ---- | ---------------- | --------- | ------ | --------- | ------ | ----- | ---------- | --------- | ----------------- | ------ |
| 1    | François Le Vot  | 1         | 1      | 1         |        |       |            | 6         |                   | 30     |
| 2    | Daniel Ryfa      | 2         |        | 3         | 2      |       | 3          |           | 6                 | 22     |
| 3    | Tom Bennett      | 5         | 2      |           | 3      | 2     |            |           | 2                 | 22     |
| 4    | Halim Othman     |           |        | 6         |        | 1     |            | 1         |                   | 20     |
| 5    | Mikaël Brageot   | 6         | 4      |           |        |       | 1          | 3         |                   | 20     |
| 6    | Petr Kopfstein   | 4         |        | 2         | 4      |       |            | 2         | 4                 | 20     |
| 7    | Claudius Spiegel |           | 6      |           | 1      | 3     |            |           |                   | 16     |
| 8    | Juan Velarde     | 3         |        | 4         |        |       | DSQ        | 4         |                   | 14     |
| 9    | Peter Podlunšek  |           | 3      | 5         |        | 5     | 4          |           | 2                 | 12     |
| 10   | Cristian Bolton  |           |        |           | 6      | 6     | 2          |           |                   | 8      |
| 11   | Luke Czepiela    |           | 5      |           | 5      | 4     |            | 5         | 2                 | 8      |

(Legende: DNP = Nicht teilgenommen; DNS = Nicht gestartet; DSQ = Disqualifiziert; CAN = Abgesagt)
Punktesystem
| Platzierung | 1    | 2      | 3      | 4    | 5    | 6    |
| Punkte      | 10   | 8      | 6      | 4    | 2    | 0    |
| Farbe       | Gold | Silber | Bronze | Grün | Grün | Blau |